# Серебряков, Александр Степанович
Алекса́ндр Степа́нович Серебряко́в (28 марта 1904 — 28 апреля 1994) — передовик советского сельского хозяйства, старший ветеринарный врач подсобного хозяйства «Горки-II» Звенигородского района Московской области, Герой Социалистического Труда (1953).

## Биография
Родился в 1904 году на территории современной Московской области в семье крестьянина. Завершив обучение в Московском зоотехническом институте поступил на работу в старейший Подмосковный совхоз "Горки-2". На ферме насчитывалось более 100 голов крупного рогатого скота, также хозяйство активно развивало птицеводство. В 1941 году во время приближения линии фронта Серебряков участвовал в эвакуации хозяйственного стада в Саратовскую область, а птица была вывезена в совхоз "Петровский" ухтомского района Московской области. Уже в 1942 году началось восстановление хозяйства, свыше 1 тысячи голов птицы было возвращено в "Горки-II". В 1943 году вернули в Московскую область и общественное стадо крупного рогатого скота. Серебряков продолжал трудовую деятельность. В 1947 году совхоз "Горки-II" был реорганизован в птицеводческий совхоз. Здесь была создана новая порода кур "Русская белая".
Большая работа по восстановлению здорового стада крупного рогатого скота была проведена Серебряковым. В 1946-1952 годах приплод на 100 голов коров составил 122 телёнка. В 1952 году были достигнуты высокие показатели по надою молока. Тружениками хозяйства получено по 6226 килограммов молока на каждую корову в среднем за год.
За достижение высоких показателей в животноводстве в 1952 году, Указом Президиума Верховного Совета СССР от 19 декабря 1953 года Александру Степановичу Серебрякову было присвоено звание Героя Социалистического Труда с вручением ордена Ленина и золотой медали «Серп и Молот».
В дальнейшем продолжал трудовую деятельность, показывал высокие результаты в труде. В последующие годы куры-несушки стали давать по 185 штук яиц в год в среднем на одну курицу, а поголовье увеличилось до 60 тысяч.
Проживал в городе Москве. Умер 28 апреля 1994 года. Похоронен на Образцовском кладбище.

## Награды
За трудовые успехи удостоен:
- золотая звезда «Серп и Молот» (19.12.1953),
- орден Ленина (19.12.1953),
- другие медали.